# Haidomyrmecini
Tribu
Genres de rang inférieur
- † Haidomyrmex (genre type)
- † Haidomyrmodes
- † Haidoterminus
- † Ceratomyrmex
- † Linguamyrmex

Espèces de rang inférieur
- † Haidomyrmex cerberus
- † Haidomyrmex scimitarus
- † Haidomyrmex zigrasi
- † Haidomyrmodes mammuthus
- † Haidoterminus cippus
- † Ceratomyrmex ellenbergeri
- † Linguamyrmex vladi

Les fourmis de l'enfer, ou Haidomyrmecini, forment une tribu éteinte de fourmis de la sous-famille également éteinte des Sphecomyrminae.

## Liste des espèces
Cette tribu contient sept espèces réparties en cinq genres, ayant vécu au Crétacé supérieur :
- genre † Haidomyrmex (genre type) :
  - † Haidomyrmex cerberus
  - † Haidomyrmex scimitarus
  - † Haidomyrmex zigrasi
- genre † Haidomyrmodes :
  - † Haidomyrmodes mammuthus
- genre † Haidoterminus :
  - † Haidoterminus cippus
- genre † Ceratomyrmex :
  - † Ceratomyrmex ellenbergeri
- genre Linguamyrmex :
  - † Linguamyrmex vladi.